# Emilio Castelar
Emilio Castelar (Cadice, 7 settembre 1832 – San Pedro del Pinatar, 25 maggio 1899) è stato uno scrittore e politico spagnolo repubblicano fu il quarto Presidente della Prima Repubblica spagnola dal 7 settembre 1873 al 3 gennaio del 1874  e gli succedette Francisco Serrano.

## Biografia

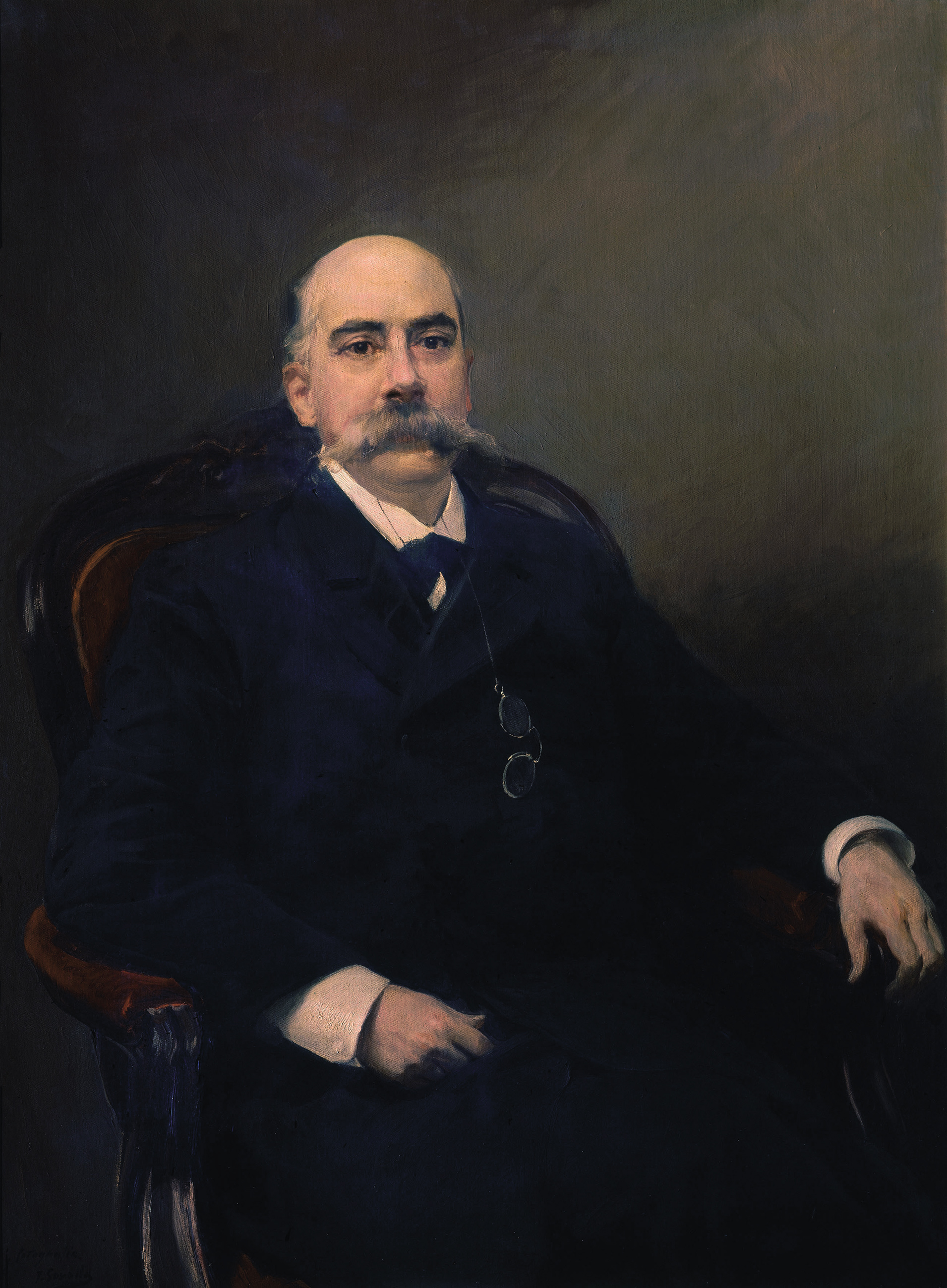
Castelar in un ritratto ad opera di Joaquín Sorolla

Emilio Castelar y Ripoll rimasto orfano a sette anni - il padre Manuel si era rifugiato a Gibilterra per sfuggire alla condanna a morte con l'accusa di filo-francesismo durante la restaurazione borbonica di Ferdinando VII - fu cresciuto dalla madre che gli ispirò l'amore per la lettura. Studiò Diritto e Filosofia a Madrid e nel 1857 ottenne la cattedra di Storia filosofica e Storia spagnola. Nello stesso anno fece il suo primo intervento durante un congresso del Partito Democratico e subito fu riconosciuto anche dalla stampa madrilena come un oratore eccezionale e un paladino della libertà e della democrazia.
Si dedicò alla politica prima scrivendo sulla stampa periodica e poi fondando nel 1864 il suo giornale: La Democrazia tramite il quale propugnava la sua idea di una democrazia repubblicana liberale in contrapposizione con quella di Pi i Margall più estremista e federalista. Tutti gli eventi che vanno sotto il nome di sessennio democratico lo videro in prima linea in difesa degli ideali di libertà, giustizia come base di una repubblica democratica e liberale. Memorabile fu il suo discorso alle "Cortes" nel 1870 in favore dell'abolizione della schiavitù nelle colonie spagnole in cui disse: "Dopo diciannove secoli di cristianesimo ancora esistono schiavi, ma solo nei cattolicissimi paesi di Spagna  e di Brasile. Mentre, dopo un secolo di lotte rivoluzionarie, non ci sono più schiavi in quei paesi dove la rivoluzione ha trionfato”.
Tra i molti incarichi politico-istituzionali ricoperti in quel periodo tormentato della storia di Spagna ricordiamo la sua elezione a Presidente della Prima Repubblica spagnola, seguite alle dimissioni di Nicolás Salmerón il 7 settembre 1873. Castelar nel tentativo di salvare il salvabile, data la situazione drammatica del Paese, sospese i poteri del Parlamento, e affidò a militari di professione, non sempre fedeli alla Repubblica, il compito di riportare l'ordine nel paese sull'orlo dell'anarchia. Il 3 gennaio 1874 rassegnò le dimissioni dopo che al Parlamento fu votato Eduardo Palanca Asensi. Durante questa votazione avvenne il colpo di Stato militare del generale Manuel Pavía che sciolse definitivamente il Parlamento, offrendo a Castelar di nuovo la Presidenza della Repubblica che ricusò e che invece fu accettata dal generale Serrano.
La Prima Repubblica era praticamente morta e presto ci sarebbe stata la restaurazione borbonica in cui Castelar, dopo un breve esilio in Francia, fece ritorno in Spagna e fu accolto nella reale Accademia spagnola, continuando la sua attività politica di impronta però riformista nel tentativo di influire in senso democratico dall'interno del sistema monarchico. Dopo che negli anni novanta furono approvati il suffragio universale e le giurie popolari Castelar si ritirò dalla vita politica consigliando ai suoi seguaci di aderire al Partito liberale di Sagasta. Fu membro della Massoneria e raggiunse il  33º grado del  Rito scozzese antico ed accettato.
Oltre a essere stato uno dei più eloquenti oratori di Spagna fu anche un grande scrittore di prosa romantico con opere come Recuerdos de Italia, novelle come Ernesto, Fra Filipo Lippi e una serie di articoli, discorsi studi giuridici, storici e di critica letteraria, artística, e saggi politici. A Madrid nel 1908 gli è stato eretto un monumento opera del famoso scultore Mariano Benlliure. 

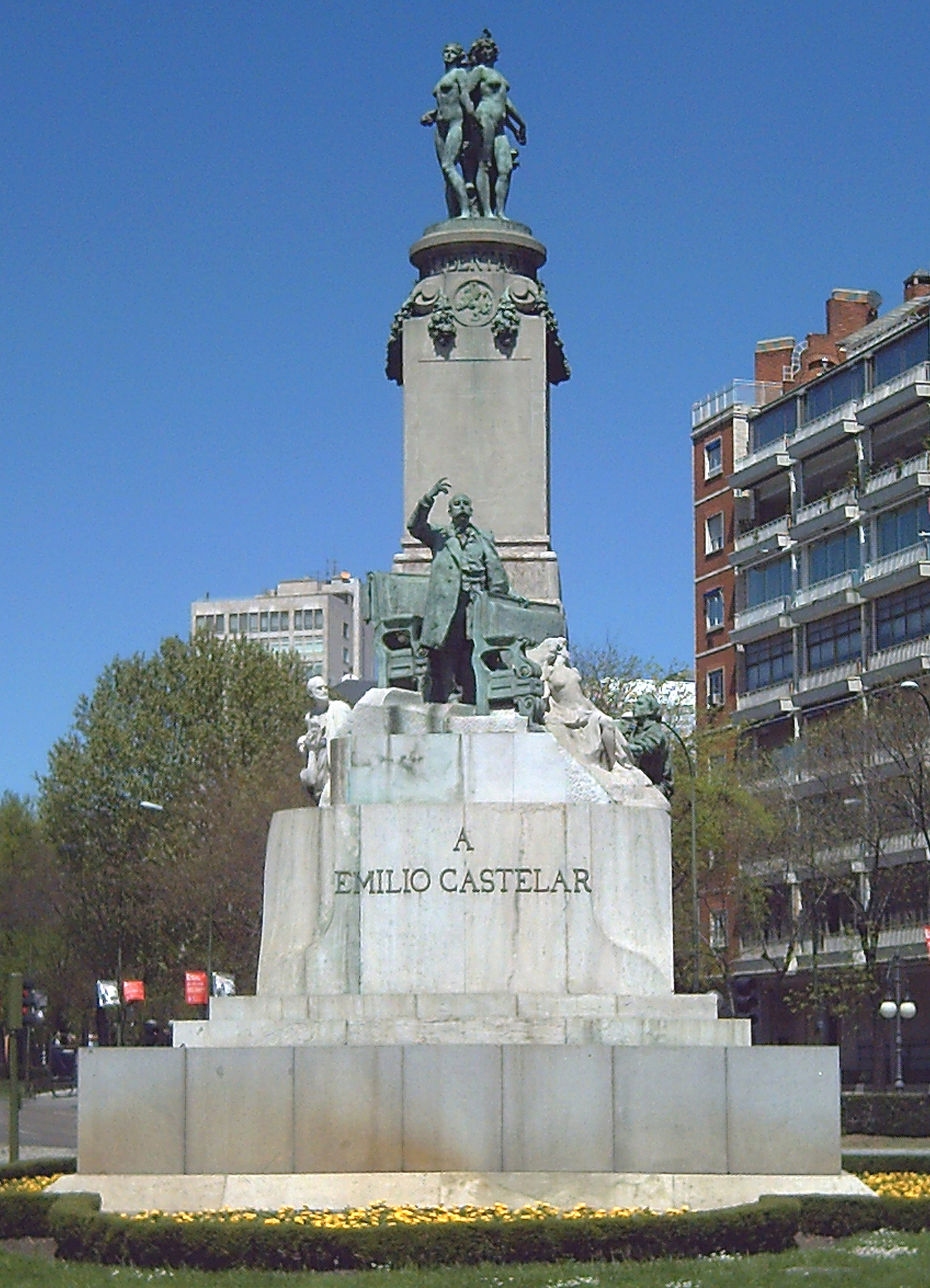
Monumento a Castelar a Madrid (M. Benlliure, 1908).

Grande ammiratore dell'attrice spagnola Maria Álvarez Tubau, firmò nel 1891, insieme a José Zorrilla, Nuñez de Arce, Campoamor e José de Echegaray, oltre ad altri giornalisti, politici e intellettuali, un documento in cui definiva la Tubau "Dottoressa in Arte Drammatica".
Tra le sue molte opere, che abbracciano temi di storia, sociologia, politica nazionale, con valorose escursioni anche nel campo propriamente letterario, merita una speciale menzione Recuerdos de Italia, volume di viaggio elaborato con deciso appeal narrativo: molto noto, a suo tempo, nel nostro Paese, ne è stata offerta e di recente una nuova edizione critica pubblicata dalle Edizioni La Conchiglia di Capri.